# Гілеморфізм
Гілеморфізм — метафізична точка зору, згідно з якою будь-який об'єкт складається з двох основ, потенційної (первинної матерії) і актуальної (субстанціальної форми). Термін остаточно утвердився в літературі в XIX ст.

## Античність
Якщо з точки зору об'єкта процес набуття форми (ейдосу) аморфним субстратом виступає як становлення, то з точки зору форми цей процес виступає як втілення (об'єктивація в матеріалі). Цей аспект гілеморфізму представлений в філософії Платона. Матерія мислиться у Платона як якась безформність, а форма (ейдос) — вже не як просто зовнішня форма (яку потрібно «застосувати» до такої матерії, щоб отримати об'єкт), але як внутрішня «ідея» об'єкта, як уже власне спосіб його буття. Такий «внутрішній» ейдос надає об'єкту його «самість» — властивість того, що цей об'єкт буде саме цим об'єктом, що володіє саме таким своїм буттям.
Аристотель розвиває розуміння форми, виводячи серед чотирьох причин всього сущого/опредметненого власне мету. У Аристотеля гілеморфізм набуває доцільності, телеологічності; становлення об'єкта є результат реалізації мети як іманентного об'єкту ейдосу, тобто по його природі.

## Суб'єктно-сутнісне буття
У марксизмі оформляється концепція опредметнення і розпредметнення, де опредметнення виступає як реалізація «родової сутності» людини, яка втілюється в продуктах його діяльності (пор. з аристотелівським потенціалом цільової причини); розпредметнення — як освоєння «логіки об'єкта» в пізнанні і практиці (що перегукується з праксеологічним тлумаченням платонівської концепції пізнання).